# Janémian
M. Janémian war ein französischer Hersteller von Automobilen.

## Unternehmensgeschichte
Das Unternehmen aus Bièvres begann 1920 mit der Produktion von Automobilen. Der Markenname lautete Janémian. 1923 endete die Produktion.

## Fahrzeuge
Im Angebot standen drei ähnliche Modelle, die sich nur durch den Motor und dadurch bedingt auch durch die Klasseneinteilung unterschieden. Zunächst standen zwei Zweizylinder-Boxermotoren mit 1100 cm³ und 1400 cm³ Hubraum zur Wahl. 1922 ersetzte ein V2-Motor mit 1095 cm³ Hubraum die vorherigen Motoren. Ein V-Motor mit 1093 cm³ Hubraum hatte eine Bohrung von 82 mm und einen Hub von 103,5 mm. Das Getriebe hatte drei Gänge. Die Kraftübertragung auf die Hinterachse erfolgte über eine Kette. Die Bereifung hatte einen Durchmesser von 710 mm und eine Breite von 90 mm. Das komplette Fahrzeug wog 400 kg. Die Höchstgeschwindigkeit lag bei 90 km/h bei einem Verbrauch von 7 Liter auf 100 km. Mit den kleineren Motoren wurden die Fahrzeuge als Cyclecars eingestuft. Bei allen Modellen befand sich der Motor im Heck. Die Hinterräder hatten eine geringere Spurbreite als die Vorderräder. Der Verkaufspreis lag bei 6.200 bis 7.500 Franc je nach Ausführung.